# Coptoprepes flavopilosus
Espèce
Coptoprepes flavopilosus est une espèce d'araignées aranéomorphes de la famille des Anyphaenidae.

## Distribution
Cette espèce se rencontre au Chili dans les régions des Lacs d'Aisén et de Magallanes et en Argentine dans les provinces de  Río Negro, de Chubut, de  Santa Cruz et de Terre de Feu,,.

## Description
Le mâle décrit par Ramírez en 2003 mesure 4,40 mm et la femelle 5,35 mm.

## Publication originale
- Simon, 1884 : Arachnides recueillis par la Mission du Cap Horn en 1882-1883. Bulletin de la Société zoologique de France, vol. 9, p. 117-144 (texte intégral).